# Koersk (schip, 1994)
De Koersk (Russisch: Курск) was een Russische kernonderzeeër. Op 12 augustus 2000 zonk het vaartuig in de Barentszzee na een ongeluk. Bij het ongeluk kwamen alle 118 opvarenden om het leven.
Het was een Project 949A Антей (Russisch voor Antaios)-onderzeeër. De NAVO-codenaam was Oscarklasse.

## Achtergrond
De Koersk was genoemd naar de stad Koersk, waar tussen 5 juli en 22 juli 1943 de grootste tankslag in de geschiedenis plaatsvond tussen Duitsland en de Sovjet-Unie: de Slag om Koersk. 
De bouw van de Koersk begon in 1992 in Severodvinsk vlak bij Archangelsk. De tewaterlating gebeurde in 1994 en in december van dat jaar werd het schip in dienst genomen. Het werd in 1995 door een orthodoxe priester gedoopt. De Koersk was de laatste van de grote Oscar-II-klasse onderzeeërs die ontworpen werden in het Sovjettijdperk. Met een lengte van 155 meter en een hoogte van vier verdiepingen was het een van de grootste aanvalsonderzeeërs ooit gebouwd. Alleen de Russische Typhoonklasse is nog groter. De klasse werd als onzinkbaar beschouwd omdat hij dubbelwandig was. De buitenromp was gemaakt van hoog gelegeerd staal van 8,5 mm dikte. Dit is goed bestand tegen oxidatie en corrosie en heeft slechts een zwak magnetisch veld, wat opsporing door magnetische-anomaliedetectie (MAD) bemoeilijkt. Tussen de buitenromp en de 50 mm dikke binnenste romp zat een ruimte van 2 meter.
De Koersk maakte deel uit van de Russische Noordelijke Vloot. De vloot was door gebrek aan financiering gedurende de jaren negentig enorm ingekrompen. Veel onderzeeërs lagen in havens langs de Barentszzee te roesten. Op het meest essentiële materiaal na was alles slecht onderhouden, waaronder ook het search-and-rescue-materiaal. Zeelieden van de Noordelijke Vloot zaten zonder salaris doordat het geld een andere bestemming kreeg voor het het Noordpoolgebied bereikte. Aan het einde van het decennium volgde echter een kleine opleving. In 1999 had de Koersk een succesvolle verkenningsmissie uitgevoerd in de Middellandse Zee, waar hij de Amerikaanse Zesde vloot tijdens de Kosovo-oorlog bespioneerde. De oefening van augustus 2000 zou de grootste zomeroefening moeten worden sinds het uiteenvallen van de Sovjet-Unie tien jaar daarvoor. Er waren vier aanvalsonderzeeërs en het vlaggenschip van de vloot, de Peter Veliki ('Peter de Grote'), bij de oefening betrokken, naast een flottielje van kleinere schepen.

## Ramp

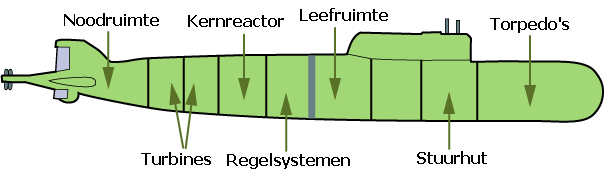
De negen compartimenten van de Koersk K-141

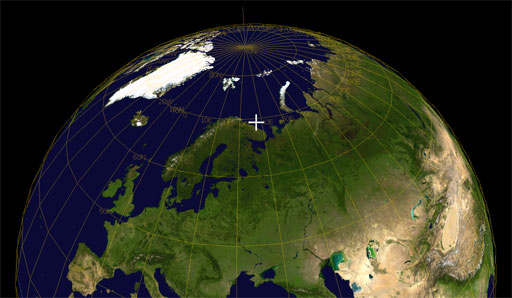
Plaats van de schipbreuk in de Barentszzee

Het ongeluk werd veroorzaakt door een probleem met een brandstofcomponent (hoog geconcentreerde waterstofperoxide, ook wel HTP genoemd) voor een dummy-torpedo die als oefening moest worden gelanceerd. HTP werd in NAVO-onderzeeërs al niet meer gebruikt vanwege eerdere ongevallen. 
Door een fout in de las lekte de torpedo, waarbij HTP met roest en messing in de torpedobuis in aanraking kwam. Zo begon een ontledingsreactie die met veel warmteontwikkeling gepaard ging, wat uiteindelijk leidde tot een explosie. 
De lasnaad was niet gecontroleerd omdat het maar een dummy-torpedo betrof, waarbij de explosieve kop vervangen was door ballast. Nochtans bevat de brandstof voor voortstuwing meer energie dan de vervangen explosieve kop. Doordat het binnenste luik van de torpedobuis niet volledig gesloten was, werd de explosieve kracht (overeenkomend met die van ca. 100 kg TNT) bijna volledig naar binnen gericht. 
Dit luik was niet volledig gesloten door een defect aan de beveiliging aan de binnenzijde. Vanwege dit defect zou de bemanning het luik hebben gesloten zonder de knevels ter verankering van het luik vast te zetten. Dit leidde ertoe dat het binnenste luik makkelijker kon loskomen dan het buitenste luik, waardoor de ontploffing zich dus naar binnen richtte.
Hierna volgde een tweede, veel sterkere explosie van 5 tot 8 torpedo's die tegelijk ontploften. Deze gezamenlijke explosie ontstond doordat de brand van de eerste ontploffing hun temperatuur tot 400°C liet oplopen. De brand zette zich vervolgens voort langs een niet-versterkt ventilatiekanaal, richting de reactorruimte. De daar dienstdoende technicus sloot de reactorruimte hermetisch af en schakelde de twee kernreactoren bijtijds uit. Hij stierf ter plaatse. 
Na de tweede explosie was nog een deel van de bemanning in leven: in het achterste compartiment wachtten 23 man op redding. Zelfstandig ontsnappen was onmogelijk doordat de onderzeeër inmiddels de zeebodem had bereikt, op zo'n 110 m diepte. Hier werden zuurstofschermen (kaliumsuperoxide) opgehangen, die hun uitgeademde koolstofdioxide hadden moeten absorberen om vergiftiging te voorkomen. Als die in aanraking komen met olie of water ontstaat er een felle chemische brand. Ongeveer 8 uur na de eerste explosie zou dit ook zijn gebeurd, waardoor de laatste overlevenden stikten door zuurstofgebrek en koolmonoxidevergiftiging.

## Kritiek
Aanvankelijk duldde Rusland geen buitenlandse hulp en probeerde men zelf de bemanning te redden met onder andere Prizklasse-reddingsonderzeeërs. Eerst werd gezegd dat het wrak niet direct kon worden gevonden. Daarna volgde het excuus dat de ontsnappingsluiken onmogelijk geopend konden worden. Toen duikers dagen na het ongeluk afdaalden naar het wrak bleek dat dit niet juist was. Op dat moment was het hele wrak echter al vol water gelopen en was de bemanning al overleden.
Naast de vaak geuite kritiek dat de Russische marine weigerde een beroep te doen op buitenlandse hulp, kreeg ook de Russische president Vladimir Poetin veel kritiek te verduren. Poetin, die op het moment van de ramp in zijn buitenverblijf in Sotsji verbleef, werd onmiddellijk op de hoogte gesteld maar brak zijn vakantie niet af, omdat de marine hem vertelde dat alles onder controle was en dat de redding een kwestie van tijd was. Pas vijf dagen later keerde hij terug naar Moskou en het duurde nog eens vier dagen voor hij naar Moermansk vertrok, vanwaar de reddingsactie werd gecoördineerd. Na een persoonlijk onderhoud met de nabestaanden van alle slachtoffers, hield hij een nationale televisietoespraak waarin hij zich verontschuldigde voor zijn beoordelingsfout. Een jaar later gaf hij zijn fout nogmaals toe: voor de reddingsoperatie op zich had zijn aanwezigheid weinig uitgemaakt. Maar  zijn uitgestelde komst naar de rampplek wekte de indruk dat hij zich weinig zou hebben bekommerd om het lot van de slachtoffers.

## Berging

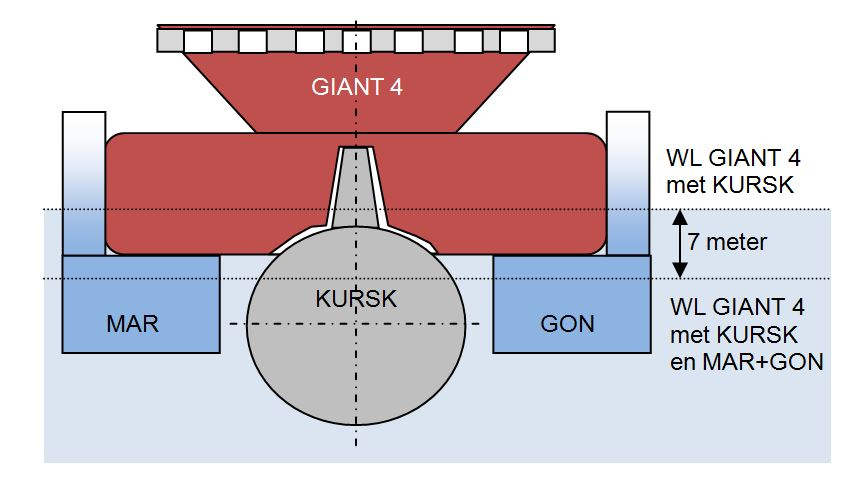
Berging met speciaal geconstrueerde lieren

Een consortium van twee Nederlandse bedrijven, Smit Internationale en Mammoet, heeft de Koersk in 2001 geborgen.
Het voorste deel, met de torpedo's, werd afgezaagd en bleef achter op de zeebodem. Met behulp van de Giant 4 werd de rest van het wrak van zijn positie 100 meter onder het oppervlak van de Barentszzee gelicht. Het wrak werd hierna naar de Rosljakovo-werf van de Russische marine gesleept. Hier konden 115 van de 118 doden geborgen worden. De boeg werd niet gelicht, maar opgeblazen.

## Notities

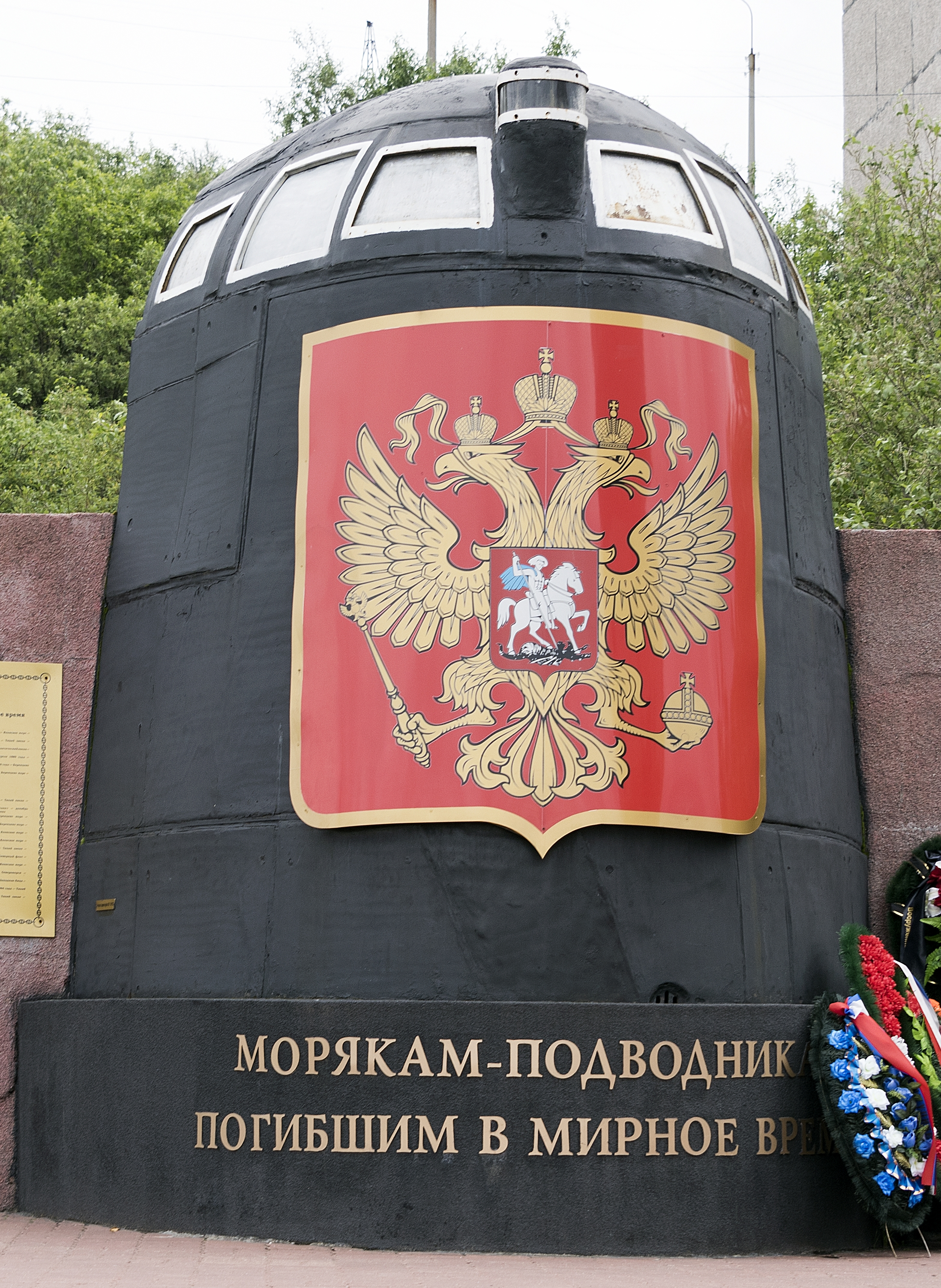
Monument ter nagedachtenis aan de Koersk in Moermansk

Op het lichaam van de 27-jarige Dmitri Kolesnikov, een van de 23 mannen die zich nog enige tijd in leven hadden gehouden, werden twee notities gevonden. De eerste met een verslag van de laatste momenten:
Het is 13h15. Alle bemanningsleden van sectie zes, zeven en acht hebben zich verplaatst naar sectie negen, waar nu 23 personen zijn. We voelen ons slecht, zijn verzwakt door de koolstofdioxide... De druk in het compartiment neemt toe. Als we nu naar het wateroppervlak stijgen, zouden we dit niet overleven door de luchtcompressie. We houden het niet meer dan een dag uit... Alle bemanningsleden van sectie zes, zeven en acht hebben zich verplaatst naar sectie negen. Deze beslissing werd genomen omdat niemand van ons nog kan ontsnappen.— Dmitri Kolesnikov
De tweede notitie schreef hij twee uur later, met enkele persoonlijke woorden gericht aan zijn familie:
Het is hier donker; het schrijven gebeurt op de tast. Het lijkt erop dat er weinig kans op overleven is, 10 tot 20 procent. Laat ons hopen dat op zijn minst één iemand dit zal lezen. Groetjes aan iedereen. Wanhoop niet.— Dmitri Kolesnikov

## Nagedachtenis
Alle bemanningsleden kregen postuum de Orde voor Dapperheid. De commandant van de Koersk, Gennady Lyachin, kreeg postuum de titel Held van de Russische Federatie.